# Marketing em bibliotecas
Muito tem se falado sobre a adoção de técnicas modernas da administração pelas organizações sem fins lucrativos. Segundo Oliveira (1985, p.1) as bibliotecas pertencem a um setor da comunidade chamado de terceiro setor.
Nos centros de informação se vende um produto intangível que a informação a informação. Que precisa satisfazer as necessidades sociais sem recorrer a fins lucrativos. (OLIVEIRA, 1985)
Uma dessas técnicas de administração é o marketing que pode contribuir para divulgar os serviços de informação e alcançar a finalidade para qual existe uma biblioteca e o bibliotecário que é satisfazer a necessidade do usuário. 
As transformações sócio-econômicas e políticas ocorridas com a revolução industrial , provocaram também mudanças na junção da biblioteca, o que era apenas uma armazenadora de livros, passou a ter uma larga função social. 
Temos a biblioteca como um instrumento potencial de mudança social, tendo como função primordial a disseminação da informação, no intuito de desenvolver o indivíduo e a instituição. Para isso, o bibliotecário a fim de desenvolver os serviços de modo a corresponder às expectativas de cada um.
O conceito biblioteca tem evoluído a partir do momento que a biblioteca passou a ter diferentes compromissos e objetivos no seu fazer social. Onde atividades básicas de organização, administração e disseminação do conhecimento humano passam por modificações significativas, fundamentadas em três pontos, acervo, atendimento e informação, que se complementam. O acesso ao acervo da biblioteca e principalmente como fazer o uso efetivo desses materiais, começa com preocupação do bibliotecário em atender as necessidades de seus usuários. Na busca em atender em a tais expectativas, realiza-se o estudo de usuários, que auxiliará o bibliotecário a identificar o perfil, e as necessidades dos seus usuários, para que possa planejar serviços e produtos na biblioteca.
Até meados de 1969 (OLIVEIRA, 1985) o conceito de marketing era definido sob uma visão mercadológica voltada para atividade com fim lucrativo, ou seja, “atividade preocupada apenas com a venda de produtos para se conseguir lucros financeiros”, tendo-se ouvido falar, poucas vezes, de autores que discutiam sobre o marketing como estratégicas de promoção e divulgação de serviços e produtos nas instituições sem fins lucrativos, nesse caso, as bibliotecas.
Dentro do marketing temos a pesquisa de marketing que é uma atividade que possibilita a organização a obter informações no intuito de reduzir os riscos de tomadas de decisão em relação a seu ambiente e seus consumidores atuais e potencias.
É realizada como qualquer pesquisa científica, onde as informações são retiradas a partir de dados coletados e analisados, com uso de metodologias.
São etapas desse tipo de pesquisa:
- definição do problema;

- desenvolvimento do plano da pesquisa;

- estudo das fontes existentes e coleta de informação;

- análise dos resultados;

- apresentação das conclusões.

## Marketing da Informação
Marketing da informação e/ou marketing voltado a bibliotecas e serviços de informação é “a receptividade por parte do usuário”, ou seja, os serviços e produtos oferecidos pela biblioteca satisfazem os usuários.
Para satisfazer seus usuários, as bibliotecas necessitam de ferramentas capazes de atingir o mercado-alvo. Nesse caso, as bibliotecas, assim como os bibliotecários, devem fazer uso do marketing mix, que pode ser chamado também de composto mercadológico, que são os conhecidos 4Ps do marketing mix:
- Produto – Deve e precisa atender as necessidades e desejos do mercado (usuários reais e potenciais), desde que tenha feito uma pesquisa e detectado produto e serviço requeridos;

- Preço – Leva em consideração o custo, a demanda e a concorrência, consultar as opiniões dos usuários para determinar custos;

- Promoção – Comunica sua existência no mercado, requer propaganda, publicidade, incentivos, ambiente e contato pessoal;

- Ponto/Praça – Local onde o produto é vendido, o serviço é prestado e deve ser de fácil acesso ao público-alvo. Onde se dar o contato real entre o produto e consumidor.

## Estratégias de marketing em Unidades de Informação
O marketing aplicado a biblioteca é uma forma de satisfazer as necessidades dos usuários naquilo que facilmente eles podem obter e desejam que a biblioteca lhe forneça. Todavia, o mais importante é ampliar esta ação procurando dispor das informações do que eles necessitam, antes mesmo que eles procurem por elas, sendo que a filosofia do marketing terá que ser compreendida, aceita e praticada por todos que trabalham na biblioteca.
O modelo básico de marketing está fundamentado no conceito de que “o processo ocorre quando dois partidos espontaneamente trocam algo de valor para satisfazer algumas de suas necessidades”. No modelo clássico, bens e objetos tangíveis são trocados por dinheiro. No entanto as bibliotecas “vendem” produtos intangíveis, então se faz uma troca: as bibliotecas oferecem livros, filmes, audiovisuais, respostas a perguntas, orientação, contos para crianças, ambiente confortável, aumento cultural, desenvolvimento intelectual etc., em “troca” do tempo do usuário e de sua atenção.
Qualquer biblioteca que tenta influenciar o comportamento do público já está envolvida em marketing. Isto não implica que, no entanto, que pelo fato de exercer algumas atividades de marketing, ela esteja sendo administrada com uma orientação voltada para o marketing.
Uma biblioteca voltada para o marketing tem por objetivo satisfazer uma necessidade específica. A organização primeiro identifica as necessidades dos segmentos de seu público-alvo, cria produtos/serviços para satisfazer essas necessidades, e utiliza a publicidade e promoção para comunicar ao seu público-alvo a capacidade que seu produto/serviço tem de satisfazer a sua necessidades e desejos. 

## A postura do bibliotecário para atuar com o marketing
- Estudar o perfil do usuário ainda é a melhor forma de lidar com as diferenças existentes nas bibliotecas, pois estas são fios condutores de informações que forma um elo entre usuários e informação;

- Conhecer a biblioteca;

- Conhecer as novas tecnologias;

- Deve ter facilidade para transmitir as ideias e descobrir novas áreas de atuação;

- Fazer com que todos os colaboradores da biblioteca abracem a ideia;

- Dominar as técnicas de marketing, envolvendo a biblioteca em um clima de inovação e um dinamismo crescente;

- Estimular seus colaboradores a aceitar reclamações, sugestões e opiniões;

- Demonstrar um interesse aguçado em aprender sobre as necessidades preferências e satisfação;

- Analisar sistematicamente toda a informação e agir positivamente para ajustar seus produtos, serviços, políticas organizacionais e procedimentos, fazendo com que se torne compatível às necessidades do público-alvo.

O papel do marketing no sistema de informação é o de combinar a capacidade o serviço com as necessidades do usuário de forma a gerar proveitoso retorno em termos de ganho e troca com o sistema em si e com a sociedade em termos gerais. (OLIVEIRA, 1985)
Com este recurso a biblioteca irá alcançar sua função, traçando sua programação, aquisições e atividades para seus usuários pelas informações coletadas. Muitas bibliotecas já o fazem e obtêm êxito, é necessário que o bibliotecário qualifique-se e use essas ferramentas para obter êxito e compreender o objetivo maior que é o marketing.
Oliveira (1985) afirma que o marketing é mais que uma técnica é um compromisso. Que mediante a mudança de atitude da biblioteca e do bibliotecário, novos usuários serão atraídos e oferecidos serviços que os satisfaçam.